# Heinrich XIV. (Bayern)
Heinrich XIV. (als Herzog von Niederbayern auch Heinrich II.; * 29. September 1305; † 1. September 1339 in Landshut) war als Nachfolger seines Vaters Stephan I. von 1310 bis 1339 Herzog von Niederbayern. Als niederbayerischer Herzog wurde er auch als Heinrich der Ältere bezeichnet, in Abgrenzung zu seinem jüngeren Vetter Heinrich XV. Heinrich war mit Margarete von Böhmen (1313–1341) verheiratet, der ältesten Tochter König Johanns von Böhmen.

## Leben
Nach dem Tode seines Vaters wurde Heinrich zusammen mit seinem Bruder Otto IV. Herzog von Niederbayern, zunächst unter der Vormundschaft Ludwigs des Bayern, der sich gegen den Habsburger Friedrich den Schönen im Streit um die Vormundschaft über die jungen Herzöge durchgesetzt hatte. Später – im Konflikt der Wittelsbacher mit den Habsburgern – unterstützte Heinrich Ludwig den Bayern und als dieser 1333 seine Abdankung als deutscher König erwog, wurde Heinrich als möglicher Kandidat für die Nachfolge in Betracht gezogen. Als Niederbayern 1331 mit der Niederbayerischen Teilung in drei Herrschaftsgebiete aufgesplittet wurde, regierte Heinrich ein Jahr lang neben der Residenz Landshut noch Straubing, Schärding und Pfarrkirchen, bis im Folgejahr die Teilung wieder aufgehoben wurde. Weitere Streitereien mit seinem Bruder Otto und seinem Vetter Heinrich XV. um die Herrschaft in Niederbayern verschlechterten später die Beziehungen zu Ludwig dem Bayern, sodass sich Heinrich zeitweise mit seinem Schwiegervater Johann von Böhmen verbündete, den er auch 1336/37 auf eine Preußenfahrt begleitete. 1333 starb sein Vetter Heinrich, 1334 sein Bruder Otto, so dass Niederbayern wieder vereinigt war. Da er seinen Bruder Heinrich hasste, hatte Otto seinen Besitz zwar Ludwig dem Bayern vermacht, allerdings eignete sich Heinrich XIV. Bayern-Burghausen an, ohne dass Ludwig etwas dagegen unternahm. 
Mit der Stadterweiterung der Freyung, die Herzog Heinrich 1338 für Landshut veranlasst hat, wurde auch der Bau der Kirche St. Jodok begonnen. Kurz nach seiner Versöhnung mit Ludwig dem Bayern erlag Heinrich seiner Lepraerkrankung. Nachfolger in Niederbayern wurde sein Sohn Johann das Kind (1329–1340).